# Csaba Vidáts
Dans le nom hongrois Vidáts Csaba, le nom de famille précède le prénom, mais cet article utilise l’ordre habituel en français Csaba Vidáts, où le prénom précède le nom.
Csaba Vidáts, né le 22 novembre 1947 à Szany, est un footballeur international hongrois. Il évoluait au poste de défenseur.

## Biographie

### En club
Csaba Vidáts est joueur du Vasas SC de 1967 à 1976,.
Après une dernière saison 1976-1977 avec le club du Ózdi Kohász, il raccroche les crampons,.
En compétitions européennes, il dispute 4 matchs pour 2 buts inscrits en Coupe des clubs champions, 2 matchs pour aucun but inscrit en Coupe des vainqueurs de coupes et 5 matchs pour aucun but inscrit en Coupe UEFA.

### En équipe nationale
International hongrois, il reçoit 22 sélections en équipe de Hongrie entre 1970 et 1974, pour 4 buts marqués,
Son premier match est disputé le 12 avril 1970 en amical contre la Yougoslavie (match nul 2-2 à Belgrade).
Il marque son premier but en sélection lors de son deuxième match le 27 septembre 1970 en amical contre l'Autriche (match nul 1-1 à Budapest).
Par la suite, il dispute les qualifications pour l'Euro 1972. Il marque un but contre la équipe de Bulgarie le 25 septembre 1971 (victoire 2-0 à Budapest).
Il fait partie du groupe hongrois médaillé d'argent aux  Jeux olympiques 1972. Lors du tournoi, il dispute un match contre l'Iran (victoire 5-0).
Il joue trois rencontres des qualifications pour la Coupe du monde 1974 : deux matchs contre Malte et une rencontre contre la Suède dans laquelle il s'illustre en inscrivant un but (match nul 3-3 à Budapest).
Son dernier match a lieu le 29 mars 1974 contre la Yougoslavie (victoire 3-2 à Székesfehérvár).

## Palmarès
| Vasas SC - Coupe de Hongrie (1) : - Vainqueur : 1972-73. |  | Hongrie - Jeux olympiques : - Argent : 1972. |